# Коган Соломон Якович
Соломон Якович Коган (нар. 7 вересня 1913 — пом. 1986) — радянський кінооператор. Лауреат двох Сталінських премій другого ступеня (1941, 1952). Заслужений діяч мистецтв РРФСР (1981).

## Біографія
Закінчив курси при кіностудії «Мосфільм» (1933). В 1934—1976 роках — оператор Московської студії кінохроніки. У 1935 році вийшла його перша робота «18-й Жовтень». Учасник війни із Фінляндією. Був нагороджений орденом Червоного Прапора.
У роки Німецько-радянської війни створив стрічки: «Оборона Одеси» (1941 р. — разом із Марком Трояновським), «День війны» (1942 р.), «Битва за Кавказ» (1943 р.), «Перемога на півдні» (1944 р.), «Визволення Белграду» (1945 р.), «Будапештська битва» (1945 р.), «Югославія» (1945 р.)

## Нагороди
- Дві Сталінські премії 2-ступеня (1941, 1945)
- Орден Червоного Прапора
- Орден Вітчизняної війни 2 ступеня
- Орден Червоної Зірки
- Медаль «За бойові заслуги»
- Медаль «За оборону Москви»
- Медаль «За оборону Одеси»
- Медаль «За оборону Кавказу»
- Медаль «За перемогу над Німеччиною»

## Цікаві факти
- Документи на нагородження С. Я. Когана медалями «За бойові заслуги»[1], «За оборону Москви»[2] та «За оборону Кавказу»[3] було підписано Л. П. Бочаровим, що був начальником С. Когана під час оборони Одеси та Кавказу.